# Ingolf Henoch Pedersen
Ingolf Henoch Pedersen (Født 1948) er en dansk teolog fra Bornholm uddannet fra Københavns Universitet og Lunds Universitet
Ingolf har arbejdet i Kristeligt Forbund for Studerende af to omgange og i 1984 - 1991 var det som generalsekretær, hvor han var med til at starte deres ledertræningscenter. Han har også været højskolelærer på Luthersk Missionsk Højskole, præst i Fjellerup Valgmenighed og fakultetsleder på Menighedsfakultetet fra 2000 - 2010.

### Bøger
- Fårehyrde og samfundsrevser: bibelgruppeoplæg over Amos' Bog (1986) ISBN 8772420294
- Lederen - Boss eller tjener? (1989) ISBN 8772420448
- Som i Elias' dage (1997) ISBN 8772421770
- Vi tror på- : bibelstudie over Den apostolske Trosbekendelse (1999) ISBN 8756455267
- Ovenlys på spiritualitet (2013) ISBN 9788772423562
- Skatten i lerkar (2020) ISBN 9788756464246